# Cova do Vapor

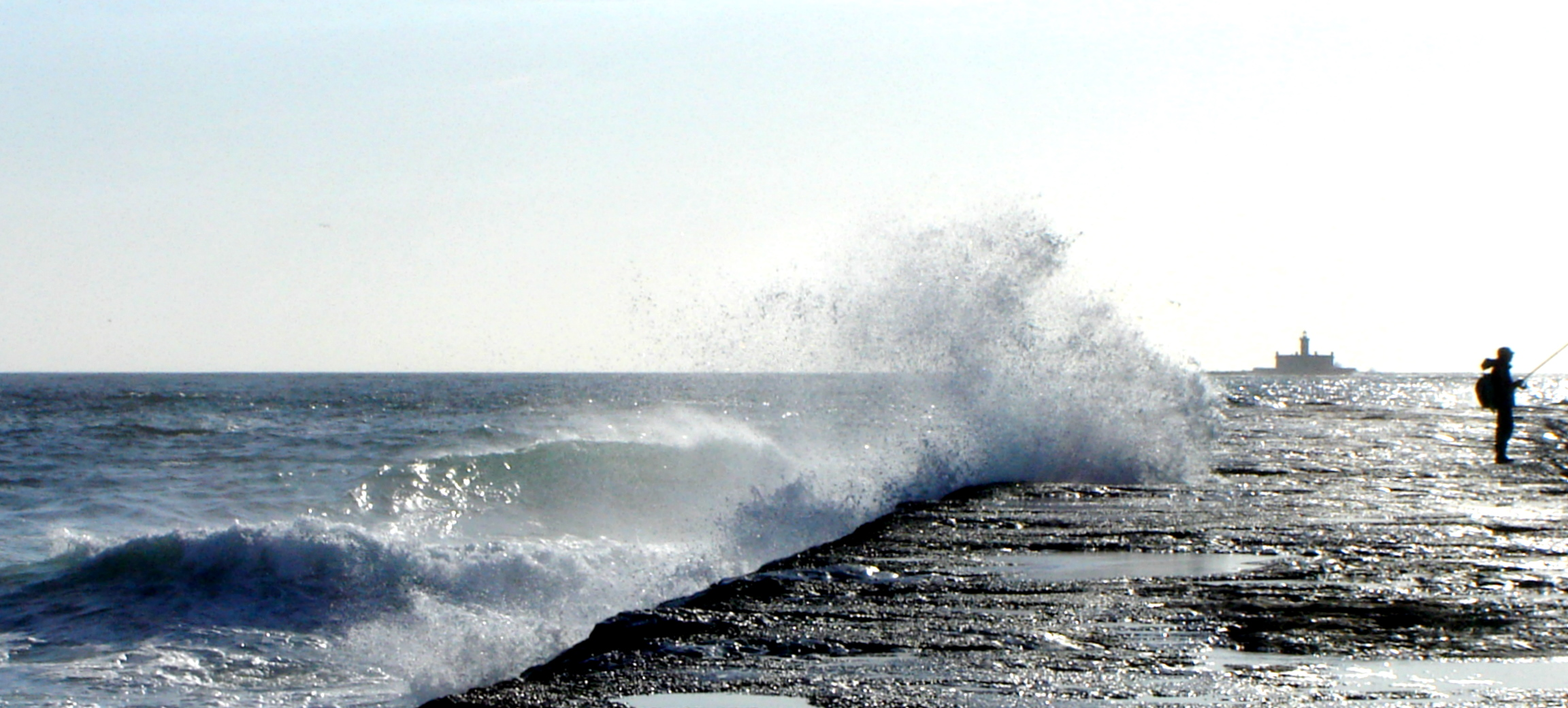
Mar brau al pontó de Cova do Vapor (amb el Fort de Sâo Lourenço i Far de Bugio al fons)

Cova do Vapor és un llogaret i platja de la freguesia de Trafaria, municipi d'Almada, al districte de Setúbal. Ací es troben el riu Tejo i l'oceà Atlàntic, al sud l'oceà, i al nord el Tejo.

## Característiques
Era un llogaret de pescadors, i hui és un llogaret balneari, pescador i suburbà. En cinquanta anys ha estat empés més de mitja dotzena de vegades pel mar cap a dins de la Mata de S. João; els seus habitants hagueren de transportar sa casa damunt de jous de bous.
Des de finals de la dècada de 1940, s'han registrat importants reculades de la línia de costa entre Cova do Vapor i la costa de Caparica (només entre 1947-1951 en van desaparéixer 500 m).
És un llogaret singular, una relíquia excepcional.
"Són construccions més o menys precàries, encavallades les unes en les altres, exponent d'enginy i desordre, de vegades sense percebre's on en comencen unes i acaben les altres".
"Són casetes amb només dos carrers de terra batuda; però el laberint dels camins serpenteja arreu."(1)
"Després del 25 d'abril hi hagué ací un correcte desordre, però també n'hi hagué en tot el país", explica Guilherme Pais, admetent l'existència d'"abusos" en aquest període inoblidable. "En algun moment fins començaren a construir una pensió al bosc. Hi hagué de venir el Copcon (força militar dirigida per Otelo Saraiva de Carvalho a l'estiu del 1975) i enderrocar-ho tot."(1)
"El meu sogre era l'amo del Bar Atlântico i va haver de canviar la casa set vegades", recorda un dels residents. "Quan el mar va començar a menjar-s'ho, fa uns cinquanta anys, les barraques de fusta que estaven a un quilòmetre de Bugio es van haver d'arrossegar per jous de bous. En Manel da Fruta canviava les cases. Unes es desmuntaven, d'altres venien senceres", recorda Hernâni Pereira, el president de l'Associació d'Habitants.
En aquest llogaret hi ha algunes casetes que acabaran esfondrades per ser il·legals, i s'hi mantindran només les cases dels pescadors.

## Platja
Els forts vents permeten la pràctica de surf d'estel. Durant la marea baixa queda al descobert un banc d'arena on s'atrapen tellines (en portugués "cadelinhas").

## Censos
El 2002 el periodista José António Cerejo censà aquestes dades:
- Cases: prop de 350, de les quals unes 90 habitades en permanència;
- Habitants permanents: prop de 200;
- Socis de l'Associació d'Habitants: uns 400.
- La Cova do Vapor els anys 1930/40/50, encara era una terra d'estiueig, lleure i pescadors.